# Tsovak
Tsovak (en arménien Ծովակ) est une communauté rurale du marz de Gegharkunik, en Arménie. Elle compte 2 860 habitants en 2008.